# 文世昌
文世昌（英語：Man Sai-cheong，1944年7月15日—2015年4月4日），綽號文Sir，香港已故執業律師，1985年至1994年擔任東區區議會區議員，於1986年至1995年擔任市政局議員，於1991年至1995年擔任立法局議員（港島東），成為「三料議員」。

## 生平
文世昌於香港長洲出生，有一妹二弟。父親在長洲經營商舖。文世昌在1956年畢業於長洲官立中學（小學部），並以校內排首三名升中試優異成績的學生身份，於1957年至1963年間入讀皇仁書院（1961年中五、1963年中七），在校時與前政務司司長許仕仁為同學，又成立了中文學會，與英華書院學生舉辦「弦歌晚會」。文世昌還曾在《星島日報》、《華僑園地》、《中學生》以及《兒童報》數個報社投稿。1963年於該校中七畢業後修讀香港大學文學士及哲學碩士學位，學士學位主修英國文學，副修中文，及至1966年以二級榮譽資格畢業。
他在大學時期是學生會刊物《學苑》的中文版總編輯。在1966年完成學位後先到香港商業電台應徵幕後工作，再到市政總署任職圖書館助理館長。入職後者期間，他在香港大學修讀資料管理學系碩士學位。1971年獲政府保送到英國倫敦大學攻讀圖書館學專業文憑。當時，身在英國的文世昌發起保釣運動簽名運動。及後成為保釣分子，參加相關的示威及籌款行動。他在1972年取得文憑學位返港後，繼續在圖書館工作。但因為不甘安於現狀，所以在1970年代末辭職，且赴英國攻讀法律，1976年於法律大學（前身為法律學院（College of Law））完成學業。1980年考獲律師資格，成為一名執業律師。太平山學會正是他與其他律師一同成立的組織。
此外，文世昌是匯點的其中一位創立成員，匯點是一個民主派政黨，主張香港在1997年後在中國管治下，應組成一個民主政府。而他亦是太平山學會的核心成員。在《中英聯合聲明》簽署期間，他主張中國應履行「港人治港」的承諾。1985年，文世昌被委任為香港特別行政區基本法諮詢委員會委員，負責基本法的起草過程。文世昌於東區擁有強大的地區網絡，他分別在1986及1988年進入市政局及東區區議會，成為雙料市議員及區議員。1991年，他與李柱銘共同出戰港島東選區，結果雙雙當選，他亦成為罕見的三料議員（立法局、市政局、區議會）。在香港主權移交前，他在1996年移民至加拿大，並定居於多倫多。他在多倫多大學旁開設一間書店，收集有關中國事務的書籍。其後，他在加拿大的電台裡擔任中國時事評論員及本地中文報紙的專欄作家。
2015年4月4日，在多倫多病逝，享年70歲。